# 石垣市立川平小中学校
石垣市立川平小中学校（いしがきしりつ かびらしょうちゅうがっこう）は、沖縄県石垣市（石垣島）にある市立小中学校である。また、同校は石垣市立わかば幼稚園と併置された幼小中併置校となっている。そのため公立小中学校では珍しく、幼小中が連携して行事等に取り組む姿が見られる。

## 沿革
- 1972年（昭和47年）
  - 5月15日 - 本土復帰に伴い、石垣市立川平小中学校となる[1]。
  - 5月30日 - 川平小中学校体育館落成祝賀会挙行[2]。
- 1983年（昭和58年）3月20日 - 川平小学校新校舎落成式典挙行[2]。
- 1984年（昭和59年）5月20日 - 川平小中学校体育館落成祝賀会挙行[2]。

## 通学区域
- 中学校：字川平（全）
- 小学校：字川平 1-1091[3]

## 教育目標
- 自ら学ぶ子（知）
- 思いやりのある子（徳）
- たくましい子（体）

## 児童・生徒数
2018年（平成30年）5月1日現在、以下のようになっている。
- 幼稚園 計14人（1学級）
  - 年中 - 6人
  - 年長 - 8人
- 小学校 計52人（6学級）
  - 1年生 - 4人（1学級）
  - 2年生 - 12人（1学級）
  - 3年生 - 13人（1学級）
  - 4年生 - 6人（1学級）
  - 5年生 - 9人（1学級）
  - 6年生 - 8人（1学級）
- 中学校 計16人（3学級）
  - 1年生 - 3人（1学級）
  - 2年生 - 8人（1学級）
  - 3年生 - 5人（1学級）